# Pinnotherotonia rumphiusi
Pinnotherotonia rumphiusi is een garnalensoort uit de familie van de steurgarnalen (Palaemonidae). De wetenschappelijke naam van de soort is voor het eerst geldig gepubliceerd in 2010 door Marin & Paulay.